# Park (ort i Iran)
Park (persiska: پَرك, فَرك, پرک) är en ort i Iran.   Den ligger i provinsen Yazd, i den centrala delen av landet, 600 km sydost om huvudstaden Teheran. Park ligger 1 857 meter över havet och antalet invånare är 120.
Terrängen runt Park är kuperad åt sydost, men åt nordväst är den platt. Terrängen runt Park sluttar norrut. Runt Park är det mycket glesbefolkat, med 3 invånare per kvadratkilometer. Det finns inga andra samhällen i närheten. Trakten runt Park är ofruktbar med lite eller ingen växtlighet.